# Windows Mobility Center
Windows Mobility Center е компонент на Microsoft Windows, за първи път появил се в Windows Vista. Инструментът събира най-важните свойства и информация за преносими компютри.

## Обща информация
Потребителският интерфейс на Windows Mobility Center съчетава поредица от квадратни кутийки, всяка от които съдържа част от информацията за компонент от системата, както и свързани с този компонент действия.
Кутийки за следните настройки и информация са предоставени в Windows Vista:
- настройка на яркостта;
- регулиране на силата на звука или изключването му;
- състояние на батерията и избиране на режим на захранване;
- състояние на безжичната мрежа;
- ориентацията на екрана (пейзажен или портретен изглед);
- допълнителни дисплеи;
- синхронизация с други устройства;
- настройки за презентация

Допълнителни панели може да бъдат добавени от отделните производители на преносими компютри, за да доставят достъп до функции, уникални за техните продукти.
Windows Mobility Center се намира в Контролния Панел или може да бъде стартиран чрез изпълняването на клавишната комбинация Windows key + X. На немобилни компютри инструментът не е достъпен. Хак в регистъра може да добави Mobility Center на десктопа.
Windows Mobility Center може да се намери в изданията Home Basic, Home Premium, Business, Enterprise, и Ultimate на Windows Vista.
|  | Тази страница частично или изцяло представлява превод на страницата Windows Mobility Center в Уикипедия на английски. Оригиналният текст, както и този превод, са защитени от Лиценза „Криейтив Комънс – Признание – Споделяне на споделеното“, а за съдържание, създадено преди юни 2009 година – от Лиценза за свободна документация на ГНУ. Прегледайте историята на редакциите на оригиналната страница, както и на преводната страница, за да видите списъка на съавторите. ВАЖНО: Този шаблон се отнася единствено до авторските права върху съдържанието на статията. Добавянето му не отменя изискването да се посочват конкретни източници на твърденията, които да бъдат благонадеждни. |